# Thạch tùng đuôi ngựa
Thạch tùng đuôi ngựa, hay còn gọi là râu cây, râu rồng cảnh, mã vĩ sam, (danh pháp khoa học: Huperzia phlegmaria) là một loài thực vật có mạch trong Họ Thạch tùng. Loài này được (L.) Rothm. mô tả khoa học đầu tiên năm 1944.

## Hình ảnh

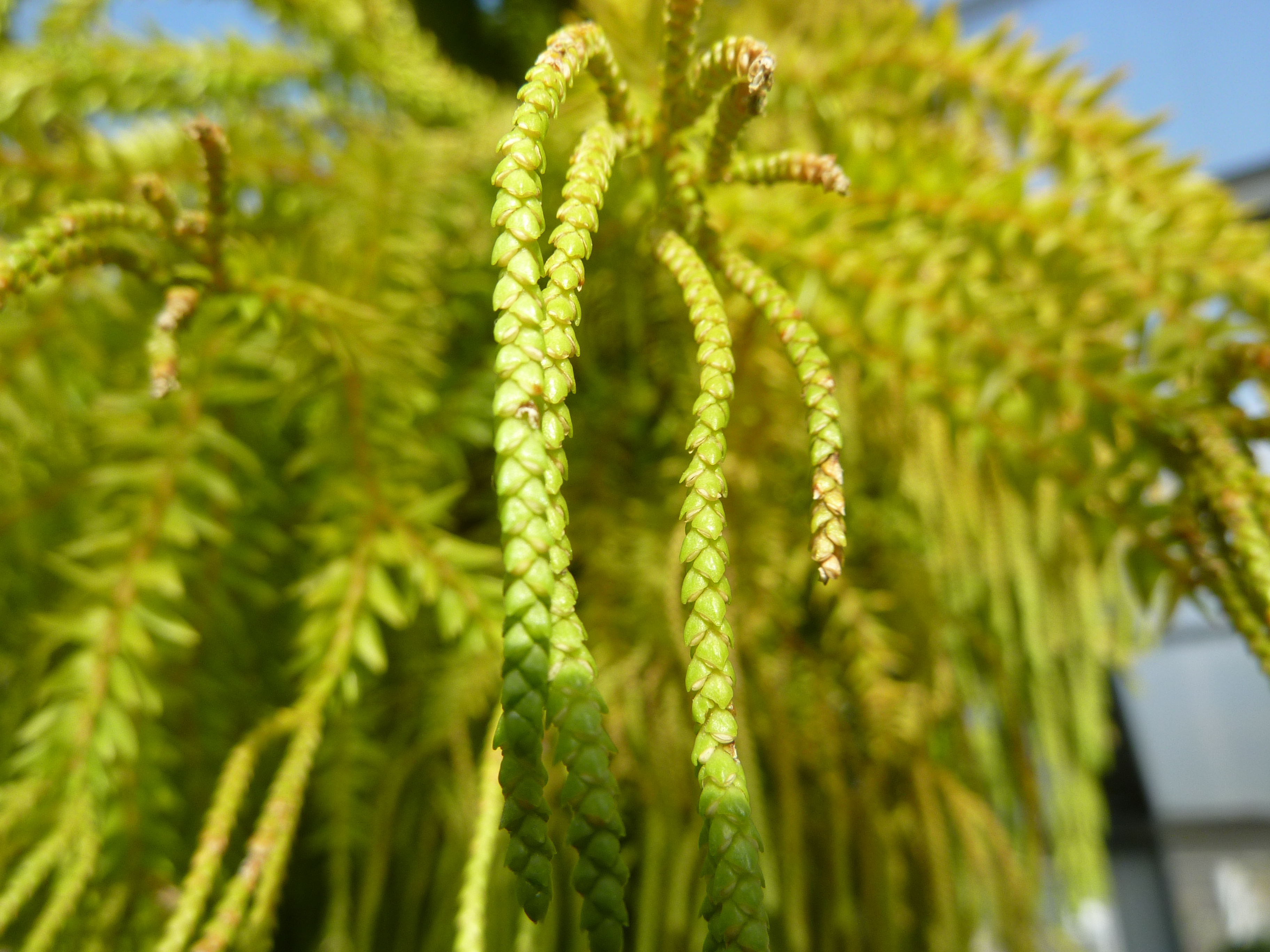
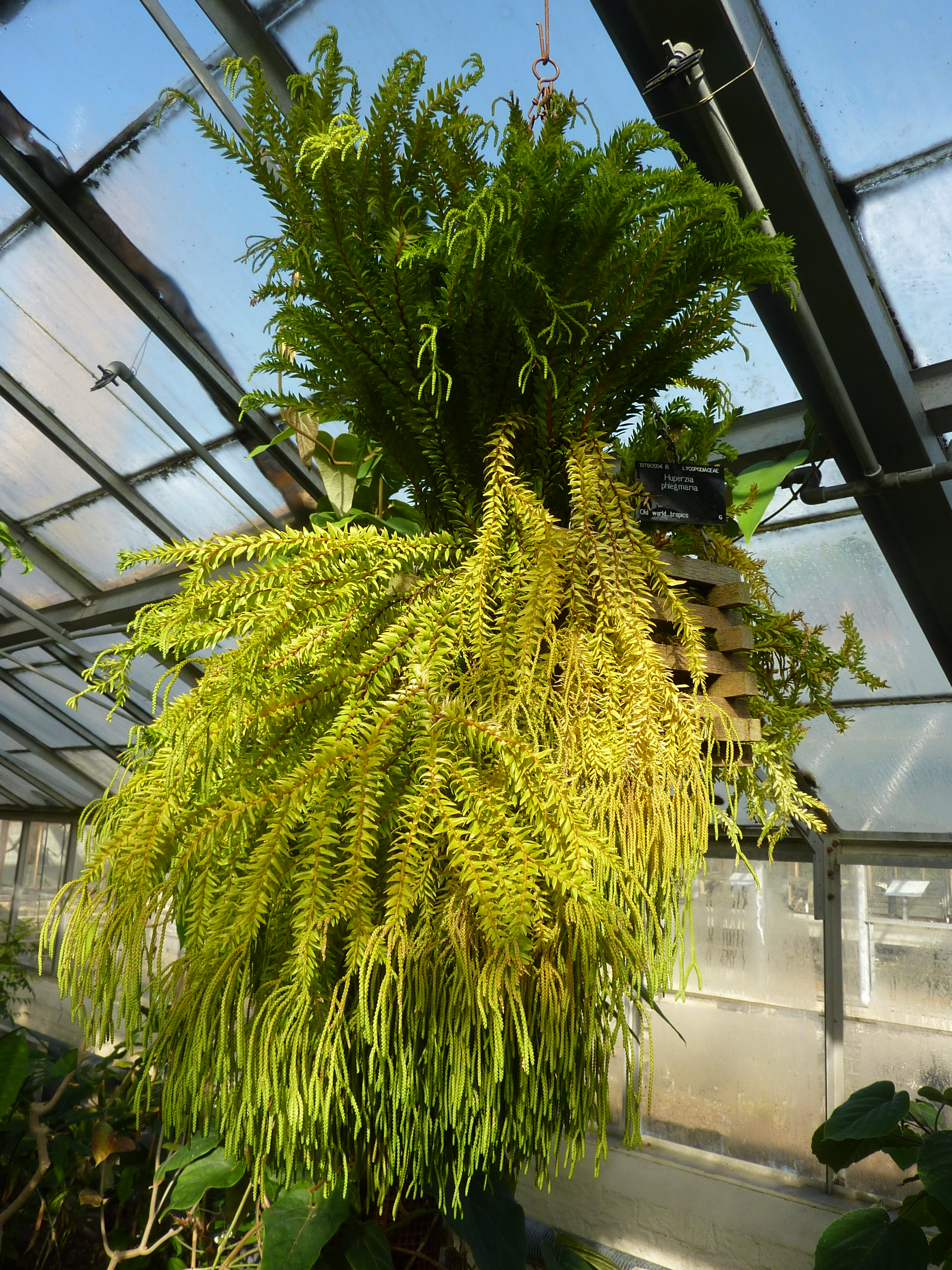
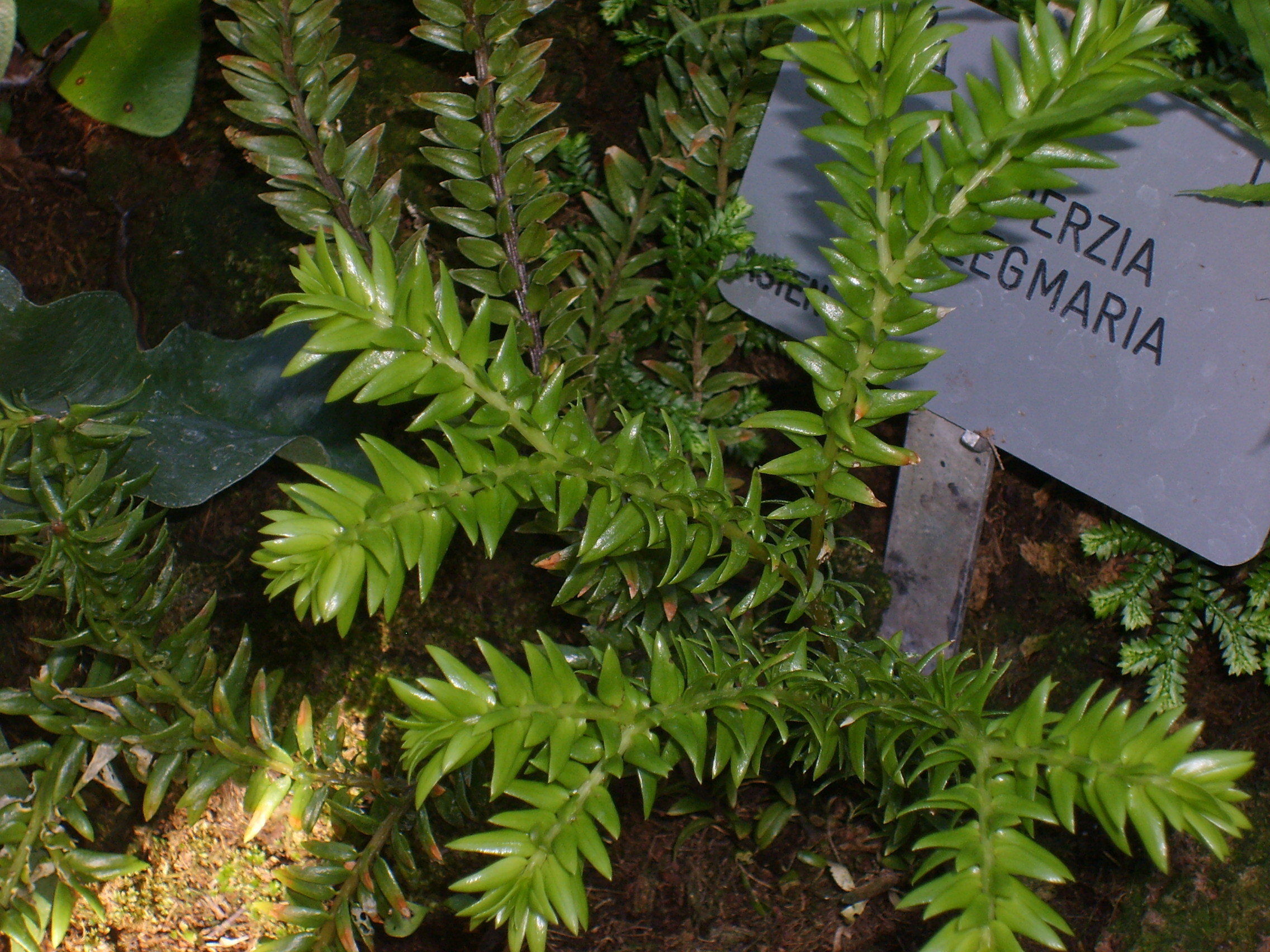